# Érsekújvári kódex

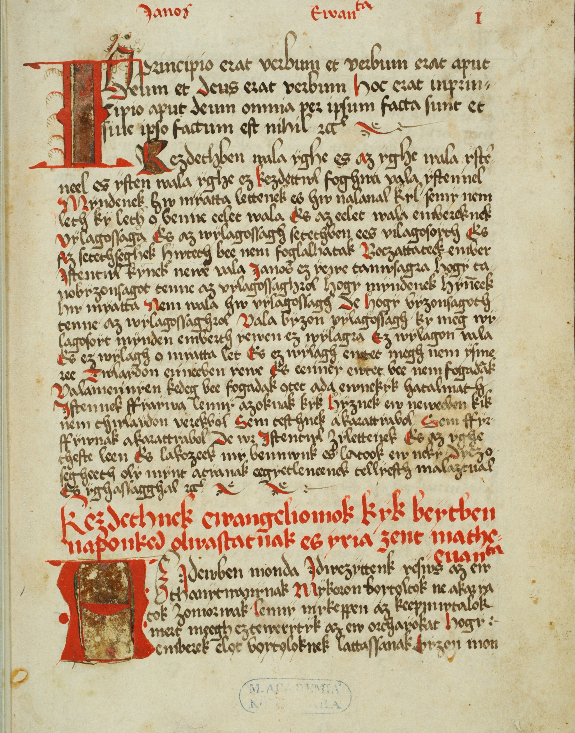
Az Érsekújvári kódex első levele.

Az Érsekújvári kódex az Érdy-kódex és a Jordánszky-kódex után legterjedelmesebb régi nyelvemlékünk, amelynek legnagyobb részét Sövényházi Márta Domonkos-rendi apáca írta 1529–31-ben a Nyulak szigetén. Feltételezések szerint közösségi felolvasás céljából készült. 
Terjedelme 291 levél, tartalma vegyes: magában foglal evangéliumi perikopákat, elmélkedéseket, imádságokat, legendákat, példákat és prédikációkat is. Forrásai gyanánt az apokrif Nicodemus-evangélium, Ludolphus de Saxonia, Temesvári Pelbárt és Ferreri Szent Vince beszédei, a Legenda aurea és a Gesta Romanorum szolgálnak. Passiója kezdetleges miniatúrákkal van díszítve. Evangéliumokon és vallásos tanításokon kívül magában foglalja kódexirodalmunk legdrágább kincsét: Alexandriai Szent Katalin 4074 soros verses legendáját. A Katalin-legendát először Toldy Ferenc, másodszor Szilády Áron adta ki (mind a kettő mai helyesírással). Az egész kódexet először Volf György adta ki az akadémia Nyelvemléktár című gyűjteményében (IX. és X. k. 1888.) 
A kódex összesen öt scriptor munkája, ezek közül egyedül Sövényházi Márta személye ismeretes, aki a 310. oldalon nevesíti önmagát: "Ez írásnak vége vagyon úr fiú sziletetnek utána ezerötszázharminc esztendőben vízkereszt oktáváján Sevényházi soror Márta keze miatt." [Utolsó ítélet, Érsekújvári kódex, f. 146r (p. 293)] s mintegy háromnegyedét írta a kódexnek.
12 kép díszítette a lapokat, melyek a passiótörténethez kapcsolódnak, ebből kettő volt található az elveszett 97. és 98. oldalakon. Egy-egy ábrázolja Krisztus feltámadását, valamint az Utolsó ítéletet, ezenfelül iniciálék dísze négy darab Krisztus szent arcát ábrázoló kép. A képek késő gótikus stílusjegyeket hordoznak, színezett tollrajztechnikával készítették őket.
Különböző mértékben rongálódtak, illetve áztak el az idők során a kódex lapjai, valószínűsíthető, hogy nem egy kötetben tartották, vagy nem volt bekötve. Az egyik kiszakadt levél a 17. században már eredeti helyétől távolabb található, a lapszélre írt Fordécs két levelet és It keszd el feliratok is ezt jelzik. Az Orsolya-legenda is kihullott, melyet később a kódex végére kötöttek be. A 17. században pótolták a 35. levelet a szövegével együtt, a 7. levelet a 19. században, (ennek az eredetije ekkor még megvolt, u.i. a lap rektójára másolták át a szöveget). A 97. és 98. paginák hiányzanak, ezek akkor még megvoltak, amikor Szalay László másolatot készített róluk.
1540-ben, amikor az apácák elmenekültek a Nyulak szigetéről, valószínűsíthetően a kódexet is magukkal vitték. 1652-ben Nagyszombatra került a kötet, ekkor jegyezték fel benne Anna Franciska nagyszombati apátnő halálesetét. 1782-ben feloszlatták a klarisszarendet, feltehetőleg ekkor jutott az érsekújvári ferencesek könyvtárába. 1833-ban bukkant rá Czech János az érsekújvári ferencesek könyvtárában, 1835–36-ban Szalay László másolatot készített róla, s az újrakötésekor levágott lapszélek részeit is megőrizte az utókor számára (a 97. és 98. paginák kivételével), majd 1851-ben Reguly Antal közbenjárására Golessényi Pantaleo tartományfőnök adományozta a Magyar Tudományos Akadémia kézirattárának, azon kikötéssel, hogy ezután Érsekújvári kódexnek nevezzék.
A mű a Magyar Tudományos Akadémia tulajdona. Volf György 1888-ban adta ki a Nyelvemléktár IX. és X. kötetében.